# Грищенко, Николай Данилович
Николай Данилович Грищенко (12 декабря 1920 — 25 сентября 1943) — старший сержант Рабоче-крестьянской Красной Армии, участник Великой Отечественной войны, Герой Советского Союза (1943).

## Биография
Николай Грищенко родился в 1920 году на Сахалине в селе Андрее-Ивановское (по другим данным, в селе Онор, ныне — Смирныховский городской округ) в многодетной крестьянской семье. Окончил семь классов неполной средней школы, работал в совхозе. В 1942 году Грищенко был призван на службу в Рабоче-крестьянскую Красную Армию. С мая того же года — на фронтах Великой Отечественной войны. Принимал участие в боях на Брянском и Центральном фронтах. К сентябрю 1943 года старший сержант Николай Грищенко командовал миномётным расчётом 360-го стрелкового полка 74-й стрелковой дивизии 13-й армии Центрального фронта. Отличился во время битвы за Днепр.
25 сентября 1943 года в ходе боёв на плацдарме на западном берегу Днепра в районе деревни Заречье Брагинского района Гомельской области Белорусской ССР, когда одной из рот полка начало угрожать окружение, а у миномётов кончились боеприпасы, Грищенко приказал отбивать контратаки превосходящего по численности противника автоматным огнём и гранатами. В бою получил тяжёлое ранение, но поля боя не покинул, продолжая сражаться. Благодаря действиям расчёта Грищенко стрелковое подразделение смогло восстановить положение и удержать плацдарм. В том бою Грищенко погиб. Похоронен в деревне Заречье.

## Награды и звания
Указом Президиума Верховного Совета СССР от 16 октября 1943 года за «мужество и героизм, проявленные при форсировании Днепра и удержании плацдарма на его правом берегу» старший сержант Николай Грищенко посмертно был удостоен высокого звания Героя Советского Союза. Также был награждён орденами Ленина и Красной Звезды, медалями.

## Память
- Установлены бюсты в селе Белое и посёлке Тымовское.
- Имя Героя размещено на Аллее Славы в Комарине (Гомельская область, Беларусь), с портретом и биографией[3].